# بوربايتال
بوربايتال ((بالقازاقية: Буырылбайтал)‏, Buyrylbaital) هي مدينة تقع في منطقة موينكوم، أوبليس جامبيل، كازاخستان. يمر منها الطريق الأوروبي E125.

## التركيبة السكانية
وفقا للتعداد السكاني في كازاخستان عام 2009، بلغ عدد سكان المدينة 336 نسمة (162 رجلاً و 174 امرأة).
حتى عام 1999، بلغ عدد سكان المدينة 264 نسمة (132 رجلاً و132 امرأة).
| 1999 | 2009 | 2021 | النسبة 2021 2009 | الرجال 2009 | الرجال 2021 | النسبة 2021 2009 | Әйелдер 2009 | تعداد 2021 | النسبة 2021 2009 |
| ---- | ---- | ---- | ---------------- | ----------- | ----------- | ---------------- | ------------ | ---------- | ---------------- |
| 264  | ▲336 | ▼132 | 39,3             | 162         | ▼68         | 42               | 174          | ▼64        | 36,8             |

## الجغرافية
تقع البلدة على بعد 15 كيلومتر (9.3 mi) إلى الشمال الغربي من شاطئ بحيرة إتيشبس الشمالي.